# Морской волк (фильм, 1975)
«Морской волк» (итал. Il lupo dei mari) — художественный фильм 1975 года итальянского режиссёра Джузеппе Вари, экранизация одноимённого романа американского писателя Джека Лондона.

## Сюжет
Действие фильма начинается в 1883 году в Сан-Франциско. Молодой человек по имени Хэмфри Ван-Вейден (Джузеппе Памбьери) получает удар по голове у дверей портового кабака, а приходит в себя уже в трюме промысловой шхуны «Призрак». Капитаном судна оказывается хладнокровный и жестокий капитан Ларсен по прозвищу «Волк» (Чак Коннорс). Волею судьбы, похищенный моряками с «Призрака» Хэмфри становится юнгой в команде Волка Ларсена и помощником корабельного кока Магриджа (Лучано Пигоцци). Ему предстоит найти общий язык с Волком Ларсеном, проникнуться его философией социал-дарвинизма и даже влюбиться в случайную пассажирку, поэтессу Мод Брюстер (Барбара Бах). Но главным испытанием для всей команды станет встреча с конкурентом и злейшим врагом Волка — его собственным братом, капитаном судна «Македония» известным под прозвищем «Смерть» (Иван Рассимов).

## В ролях
- Чак Коннорс — капитан Волк Ларсен
- Джузеппе Памбьери — Хэмфри Ван-Вейден
- Барбара Бах — Мод Брюстер
- Лучано Пигоцци — корабельный кок Томас Магридж
- Иван Рассимов — капитан Смерть Ларсен
- Ларс Блох — Оле Эриксен
- Рик Батталья — матрос Джонсон
- Морис Поли — матрос Льюис